# Üzenet az űrből
Az Üzenet az űrből (宇宙からのメッセージ; Ucsú kara no Messzédzsi; Hepburn: Uchū kara no Messēji) 1978-ban bemutatott japán egész estés sci-fi film. 
Japánban 1978. április 29-én, Magyarországon 1981. június 4-én mutatták be a mozikban.
Az 1977-ben készült Csillagok háborúja és a A hét szamuráj (1954) filmek sikere ihlette a készítőket.

## Cselekmény
Egy elnyomott nép a legendás a liabe diókat küldi szét az űrbe, hogy odataláljanak a megmentőikhez. A mit sem sejtő, reménybeli hősök először nem tudják mire vélni a furcsa jelzéseket. Ahogy lassan összegyűlnek, hatékony csapatmunka alakul ki köztük, s a gonosz uralkodót így legyőzik.

## Készítők
| Rendezte           | Fukaszaku Kindzsi                                                              |
| Forgatókönyv       | Macuda Hiroo                                                                   |
| Alapmű             | Fukaszaku Kindzsi, Isimori Sótaró, Noda Maszahiro                              |
| Producer           | Takaiva Tan, Uemura Bandzsiró, Vatanabe Josinori                               |
| Operatőr           | Nakadzsima Toro                                                                |
| Zene               | Kikucsi Sunszuke, Morioka Kenicsiró                                            |
| Speciális effektek | Noda Maszahiro, Isinori Sotaru, Nakano Minoru, Takanasi Noboru, Jadzsima Nobuo |
| Gyártó             | Toei                                                                           |

## Szereplők
| Szereplő        | Színész            | Magyar hang        |
| --------------- | ------------------ | ------------------ |
| Garuda tábornok | Vic Morrow         | Bitskey Tibor      |
| XII. Rocksaia   | Narita Mikio       | Versényi László    |
| Aaron           | Philip Casnoff     | Szakácsi Sándor    |
| Meia            | Peggy Lee Brennan  | Hűvösvölgyi Ildikó |
| Esmeralida      | Sihomi Ecuko       | Jani Ildikó        |
| Siro            | Szanada Hirojuki   | Maros Gábor        |
| Nogucsi         | Tamba Tecuro       | Végvári Tamás      |
| Urocco          | Szato Makoto       | Kránitz Lajos      |
| Hans herceg     | Sonny Chiba        | Szersén Gyula      |
| Jackie          | Okabe Maszazumi    | Felföldi László    |
| Kido            | Orimoto Dzsunkicsi | Szirtes Ádám       |
| Rocksaia anyja  | Amamoto Eiszei     | Bakó Márta         |
| Beba 2          | Simizu Iszamu      | ?                  |
| Lazare          | Szone Harumi       | ?                  |
| Szereplő        | Eredeti hang       | Magyar hang        |
| Narrátor        | Norman Rose        | Hegedűs D. Géza    |

További magyar hangok: Benkóczy Zoltán, Csurka László, Dobránszky Zoltán, Kézdy György, Láng József, Varga T. József